# باريت روبنز
باريت روبنز (بالإنجليزية: Barret Robbins)‏ هو لاعب كرة قدم أمريكية أمريكي، ولد في 26 أغسطس 1973 في هيوستن في الولايات المتحدة.

## وصلات خارجية
- باريت روبنز على موقع مرجع كرة القدم المحترفة.كوم (الإنجليزية)
- باريت روبنز على موقع إن إن دي بي (الإنجليزية)